# Complaya
Complaya é um género botânico pertencente à família Asteraceae.